# José Mange
Pour les articles homonymes, voir Mange.
Joseph Julien Casimir Mange dit José Mange, né le 10 octobre 1866 et mort le 7 janvier 1935 à Toulon, est un peintre paysagiste et un poète félibre français.

## Biographie

### Enfance et origines de la famille Mange
José Mange naquit à Toulon, le 10 octobre 1866 à 10 heures du matin, au 1er étage d’une maison sise au 74 du boulevard de Strasbourg (ancien boulevard Bonaparte). Il est le fils de Eugène Auguste né à Hyères en 1836, avocat inscrit au barreau de Toulon et de Marie Louise Bonniot née en 1839. 
Dès son enfance, José reçut une éducation des plus soignées. Il étudie de 1876 à 1886 au collège catholique d'Aix-en-Provence alors dirigé par Monseigneur Guillebert. Il visite le musée Granet où il fait la connaissance de Paul Cezanne. Il obtient le baccalauréat en 1886.

### Débuts de peintre à Paris
José Mange, à 18 ans en 1886, confie à Paul Cezanne son désir de devenir artiste et, pour ce faire, d’aller étudier à Paris, dès ses études terminées.
Il s'installe à Paris en 1886 pour étudier la peinture jusqu'en 1890. Élève de Jean-Paul Laurens et de Jean-Joseph Benjamin-Constant, il se lie d'amitié avec Louis Denis-Valvérane. Leur admiration commune pour Frédéric Mistral leur fait rejoindre la Société des Félibres de Paris. Au café Procope lieu des réunions littéraires des Félibres, Mange retrouve ses anciens amis du collège catholique d'Aix-en-Provence, dont Charles Maurras et René de Saint-Pons.
Accompagné de Denis-Valvérane, Mange se rend à La Seyne-Sur-Mer en  1991 à l'inauguration du médaillon de George Sand, dû à Charles Roufosse, installé dans la villa qu'elle avait occupée dans le quartier de Tamaris.
En 1892 , Mange fonde avec Maurras l'Escolo Parisienco (l'École parisienne), un cercle qui se présente comme une société de jeunes félibres libérés de leurs ainés.
Il participe e 1893 pour la première fois au Salon des artistes indépendants et vend une toile. Accompagné de Denis Valvérane, il séjourne cette même année à Toulon lors de la visite de la flotte russe.
En 1894 il déménage au 5, rue Monge et avec Denis Valvérane partage un atelier dans les combles de l'hôtel de Lauzun.
De 1894 à 1897 il expose au Salon des Artistes indépendants et en 1900 il expose au Salon d'automne et au Salon des Tuileries.

### Retour à Toulon
Il revient  à Toulon en 1900, au 2, rue Marchand et continue d'envoyer des œuvres à Paris aux salons et galeries.
Il participe en 1902 au premier Salon des Amis des Arts  de Toulon (place de la Liberté). Il expose en même temps que son maître Cezanne. Mécontent de la place réservée au tableau de son maître, Mange retire son tableau. De 1903 à 1909 il participe aux expositions annuelles des Amis des Arts de Toulon.
En 1905 ses parents lui achètent l'atelier photographique Gerby (Toulon). Son père et sa mère décèdent successivement en 1907 et 1915. 
Le 31 août, 1916, il épouse à Toulon Marguerite, Marie-Louise Santinacci (née à Le Perreux, Seine, le 14 juin 1897) qu'il surnomme Guyte. Il abandonne en 1917 l'atelier photographique et s'installe au Quatre Chemin des Routes puis au quai du Parti où il occupe un grand atelier.
En 1920 il déménage rue du Mûrier et loue deux ateliers dont un au 25, rue Magnaque. Cet atelier était au-dessous de celui de Marius Echevin qui disait de lui : "Le peintre José Mange, mon voisin fervent de Auguste Renoir ouvre mes yeux à l'impressionnisme".
Il s'entoure progressivement d'un petit groupe de peintres amis Olive-Tamari, Friesz, Mintchine, Baboulène, Sabatier, Segal, Échevin. En juin, il publie un pamphlet poétique intitulé « Oh Palamède ! » dans l'hebdomadaire toulonnais Je dis tout.
Il expose successivement en 1923 à la galerie Saint-Pierre à Lyon et à la Société des Amis des Arts de Hyères,  en 1923 et 1924  aux expositions annuelles des Amis des Arts de Toulon, et de 1925-1930  au Salon des Artistes indépendants.
En 1926, il se rend à Serres dans les Hautes-Alpes pour peindre des huiles et des aquarelles.
En 1928, lors d'une exposition à la salle Apollo (boulevard de Strasbourg), il est remarqué par Bruno Bassano avec Bianchieri, Chardeyron, Meurise, Latapie, Salvado, Saint-Paul et Segal.
Léon Vérane parlait de lui en ces termes « José Mange, je veux tout de même vous le présenter. Imaginez Mistral ou Buffalo Bill, sur les soixante ans, la taille est haute, légèrement voûtée, le visage souriant avec la royale qui le prolonge ; sous le feutre à larges bords, les yeux sont doux, indulgents, avec je ne sais quoi de juvénile, d’insouciant, qui séduit au premier contact »[réf. nécessaire].
Il fait un voyage à Paris en 1929 et réalise au Blanc-Mesnil des aquarelles et des huiles des rues et de l'église.
En 1933, il fréquente la communauté d'artistes et d'écrivains qui séjournent à Toulon (expositions à la Galerie Bassano avec Willy Eisenschitz, Pierre Deval et Simon Segal).
Il meurt le 7 janvier 1935 à Toulon.

### Amitiés avec Georges Bernanos
José Mange et Guyte deviennent les amis de Georges Bernanos en 1931 qui lui offre La Grande Peur des bien-pensants, avec cette dédicace « Au cher peintre José Mange avec toute l'affectueuse admiration de son ami Georges Bernanos ». En 1934 Georges Bernanos écrit en dédicace à son ami de son livre Jeanne relapse et sainte : « À José Mange qui vit noblement et pauvrement dans un monde sans noblesse ni pauvreté, gentil'homme provençal parmi les mocos ».

## Collections publiques
- Musée d'art de Toulon
- Musée Simon Segal à Aups (Var)

## Expositions

### Rétrospectives et expositions posthumes
- Février 1935 : Galerie « Le Trident », à Toulon (préfacée par Léon Vérane).
- Juin 1941 : musée de Toulon, organisée par la municipalité.
- Mai 1948 : « Galerie de Paris », à Toulon.
- Juillet 1950 : Galerie « Les Amis des Arts », à Aix-en-Provence.
- Janvier 1961 : Musée de Toulon, organisée par « Les Amis de l’Art Vivant » (préfacée par le poète Philippe Chabaneix).